# موهان رامان
موهان رامان هو ممثل هندي، ولد في 3 أبريل 1956.

## وصلات خارجية
- موهان رامان على موقع IMDb (الإنجليزية)
- موهان رامان على موقع قاعدة بيانات الفيلم (الإنجليزية)